# 十五碑

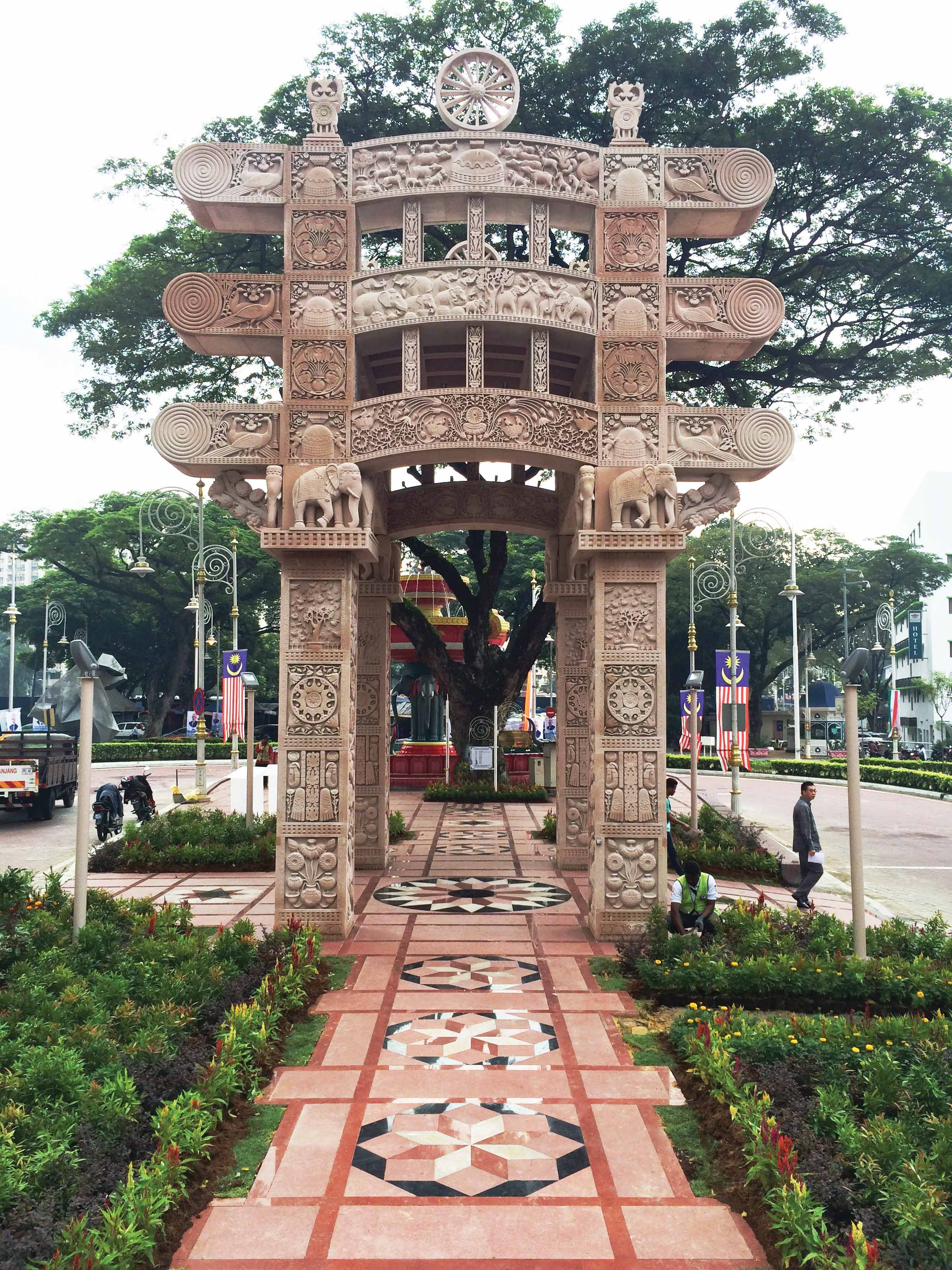
十五碑的地標-「陀蘭那塔門牌坊」（Torana Gate）

十五碑是马来西亚吉隆坡市中心西南部的一个区域，开埠历史悠久，也是吉隆坡乃至巴生谷地区印度裔的主要聚集之處，故也被稱為吉隆坡的“小印度”（Little India）。

## 歷史

### 英文地名由來
在1890年代，錫礦業的迅速成長，帶動吉隆坡的發展，大量人口從馬來西亞其他區域、中國南方及大英帝國其他殖民城市湧入。為了應付愈發複雜的社會需求，政府組織逐漸擴大，相對原本的辦公空間也愈來愈多，吉隆坡早期所興建的政府機關及商業空間已進入飽和，加上1881年吉隆坡經歷一場摧毀大量茅屋和木屋的水災，因此吉隆坡進入第二波發展及重建時期。由於興建大量的建築需要大量的磚塊，當時在半山芭監獄的原址已有兩間英商所投資興建的磚廠，但仍不足市區發展所需。1891年，雪蘭莪的參政司瑞天咸（Sir Frank Swettenham）為推廣吉隆坡發展計畫，遠從錫蘭公共工程局（Ceylon Public Work Department）聘請史普恩納擔任雪蘭莪總工程師（State Engineer）一職。史普恩納抵達吉隆坡後，開始整頓雪蘭莪的公共工程局，了解當時吉隆坡的建築工人缺乏建築經驗及嘗試，承包廠商亦非專業建築背景。
為改善吉隆坡的公共工程的問題，史普恩納提出成立政府工廠（Government Factory）的想法，包含甚至木材廠、倉庫及磚廠，因此1891年開始在巴生河岸现今吉隆坡中央車站南方的位置，設置州立工廠，工廠前方的道路命名為"Brieckfields Road"，工廠內有鐵軌直接與通往巴生市的鐵道連結。大部分吉隆坡的公共建築，包含大鐘樓、吉隆坡市政廳（現為市政演藝廳）、吉隆坡中央車站、半山芭監獄、馬來聯邦鐵路局總部、舊郵政總局、舊渣打銀行（現為馬來西亞歷史博物館）、舊印務局（現為吉隆坡紀念圖書館）巴生燈塔等建築的構建，都在工廠內先完成，再運送至建築工地組建，以減低成本及建築華麗的外型。由於當年的十五碑處處為磚廠曝曬磚塊的地方，因此英文地名被稱為“Bricksfield”。當年州立工廠，仍有一棟建築遺留下來，既為目前由馬來西亞郵政（POS Malaysia）所使用的快遞郵件中心（Poslaju）。

### 中文地名由來
在葉亞來管理時期的吉隆坡，若從巴生前往吉隆坡，需利用水路，沿著巴生河上游逆流而上，直到白沙罗（DamanSara)，位置约为今日的哥打哥文宁镇(Kota Kemuning），白沙羅河與巴生河交匯之處上岸，經由陸路前往吉隆坡。在雪蘭莪內戰結束後，葉亞來為了加速發展吉隆坡，於白沙罗至吉隆坡市中心修築一條陸路，這條道路在1878年完工，是當時吉隆坡唯一一條通往港口的聯外道路，總長為17英里作業。該路線明顯標示每一英里的位置，在當時華工的口語里，英里也稱為“碑”，十五碑這個地點剛好位於該條道路的十五哩之處，早期前來吉隆坡發展的華工因不通英文，於是將此處稱為十五碑。在當時經過十五英里的路程之後，就可以算是進入吉隆坡市區範圍了，因此當年的十五碑，亦是吉隆坡的門戶。
当年英殖民政府为了给铁路劳工提供宿舍，在十五碑陈亚棠路（Jalan Chan Ah Tong）那里建造了一座百人宿舍（The Hundred Quarters）。不过该古迹建筑最终不敌发展洪流，于2014年开始拆除。

### 印度裔聚集
由於印度與錫蘭是英國在亞洲地區最早開始殖民的地區，當地有許多專業人員是當時馬來亞地區所沒有的，包含建築工人、測量官等，於是雪蘭莪州立工廠成立時，英殖民政府從錫蘭引入大量錫蘭裔勞工，除了在州立工廠工作外，亦有部分是在鄰近鐵道局，負責鐵路修建及修復工作。英殖民時期，政府都將都市建設及維護相關的工作交由錫蘭裔及來自印度南方的苦力分擔，這也造成日後十五碑成為印度裔的聚集之處的主因。1905年，殖民政府為了向鐵路勞工提供宿舍，在十五碑的陳亞棠路建立了百人宿舍，使十五碑转变为市中心边缘的小区。

## 地方特色

### 小印度

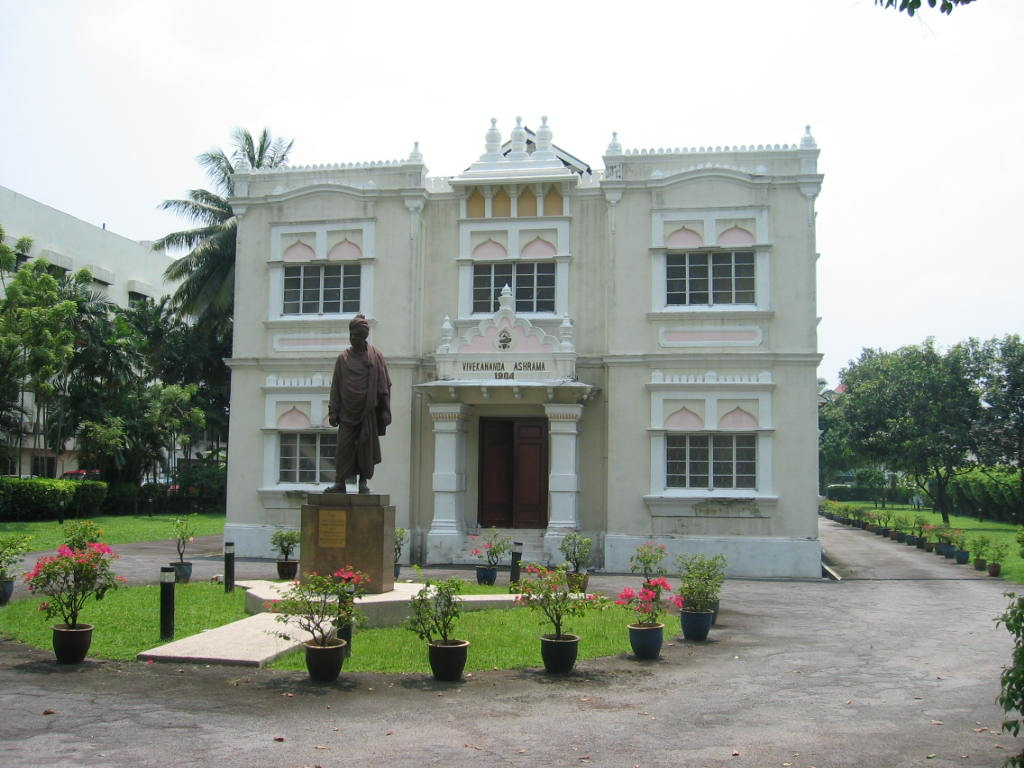
1904年成立的維韋卡南達修道院

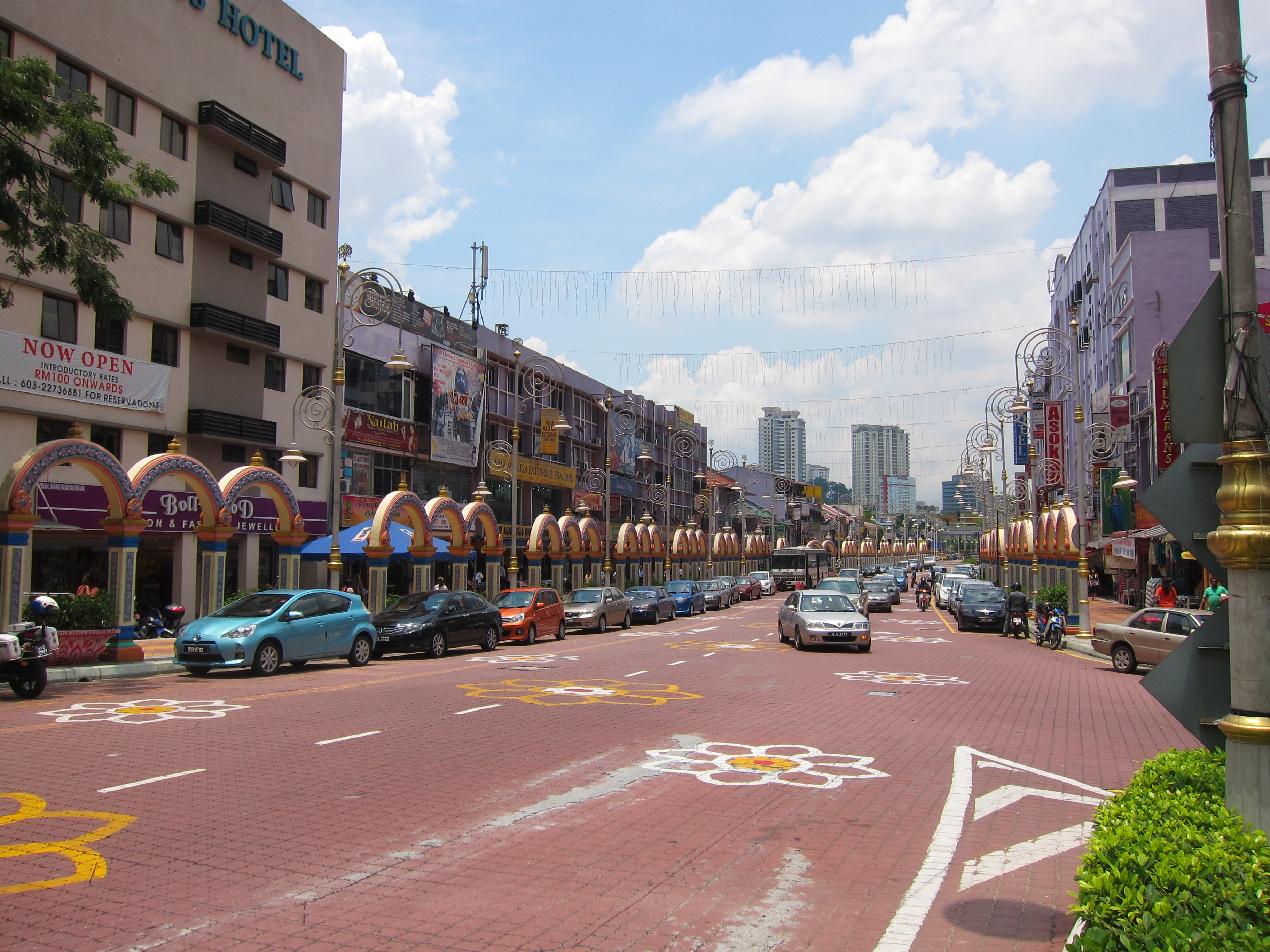
十五碑街景

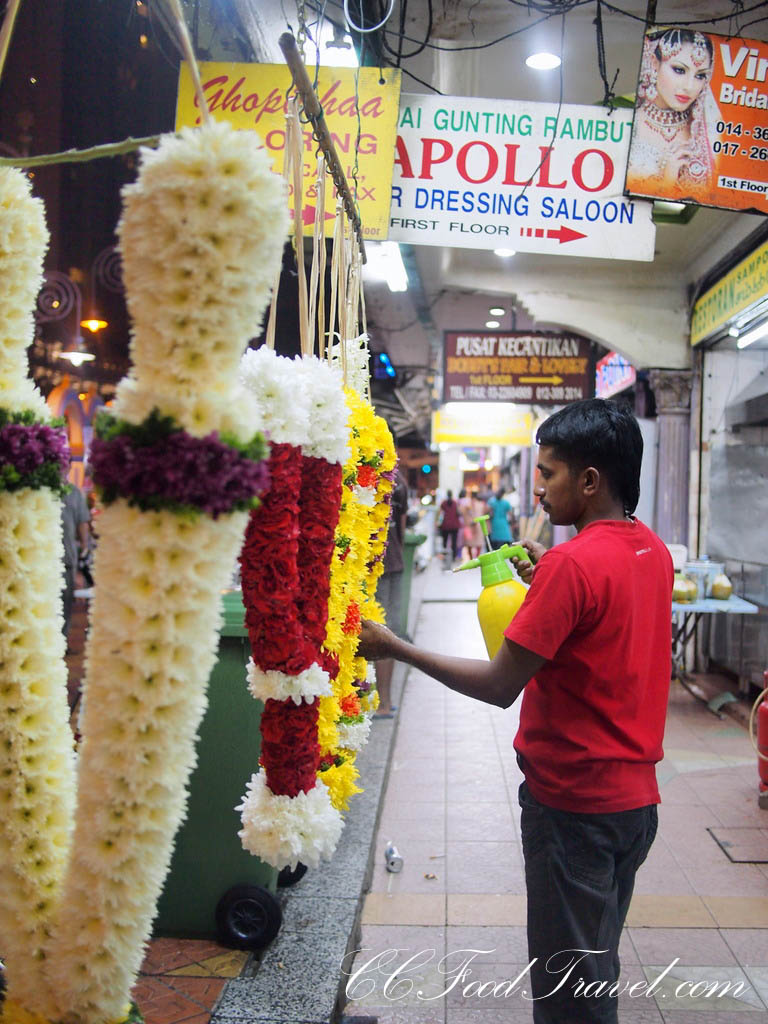
十五碑的印度傳統商店

2009年，吉隆坡市政府將小印度區的名號從印度回教堂路（Jalan Masjid India）遷到十五碑，因這裡是吉隆坡最早有印度人定居的地方，也聚集許多與印度裔相關的宗教、文化場所、金飾店、餐廳及商店。其中主要设施包含目前仍用於進行心靈教育課程、祈禱及瑜珈課程的維韋卡南達修道院（Vivekananda Ashram，1904 年）。在柏哈拉路（Jalan Berhala，Berhala为祈祷之意）上靠近河岸處，是印度藝術與慈善組織藝術殿堂（Temple of Fine Arts）的十五碑分會處。也因当地设有多所印度廟宇，因此周边游许多攤販販賣用於供奉神明的鮮花及花環。

### 盲人社區
十五碑也是馬來西亞的視障者聚集之處，許多視障權益組織如马来西亚盲人全國理事會的總部，皆将其辦公室设立于此。當地约有超過20家盲人按摩院，并估计有逾千名視障者在此區工作及居住。相較吉隆坡其他地方，十五碑的視障設施相對完善，紅綠燈讀秒亦會有提示聲，所有人行道舖有導盲磚。

## 宗教场所
由于当地混雜來自南印度各個地方的族裔，以及其超過百年的發展歷史，十五碑聚集了非常多的宗教場所，其中以印度廟宇為主。整個十五碑区域中，就有8间印度廟宇坐落于史考特路（Jalan Scott）旁，其中包括斯里蘭卡印度廟（Sri Lankan Hindu Temple）、十五碑猴神哈頓曼神廟（Sree Veera Hanuman Temple）與斯里坎達瓦米克維興都廟宇（Sri Kandaswamy Temple）和瑪哈維哈拉佛苑（Buddhist Temple Maha Vihara）。周边還设有錫安合一教堂（Zion Lutheran Church，1924年创立）、聖瑪麗敘利亞東正教教堂（St Mary’s Syrian Orthodox Church）、聖玫瑰教堂（Holy Rosary Church，1903年创立），同时也有一座于1980年代建设的印度裔穆斯林清真寺（Madrasathul Gouthiyyah Surau）。
位於淡比比拉來路（Jalan Thambipillay）的三教堂，是十五碑主要的華人廟宇，於1916年创立，主要供奉明朝莆田哲學家林兆恩所創立的三一教。三教堂是集三種華人傳統宗教信仰為一堂，分別為孔教、佛教和道教，廟裡供奉著三一教主、觀音及卓氏真人更換金身，在二樓也供奉著5尊歷史超過百年的神像，分別為孔子、太上老君、佛祖、三教主及將軍，廟裡仍保留不少有六七十年历史的供奉品。

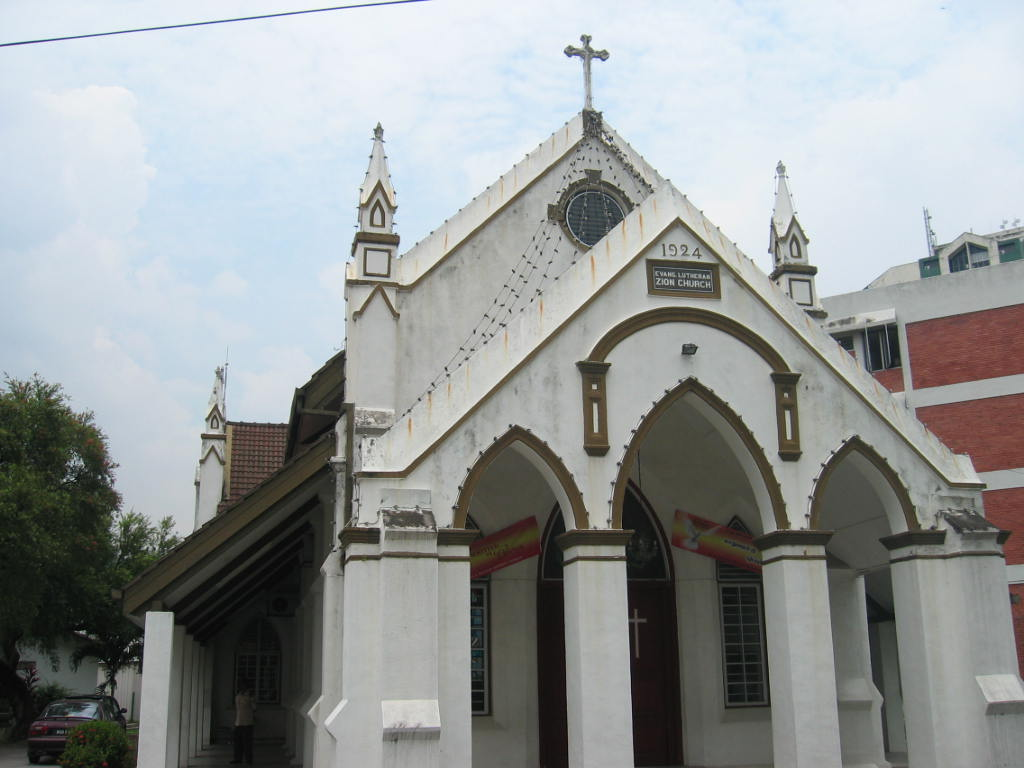
於1924年创立的錫安合一教堂
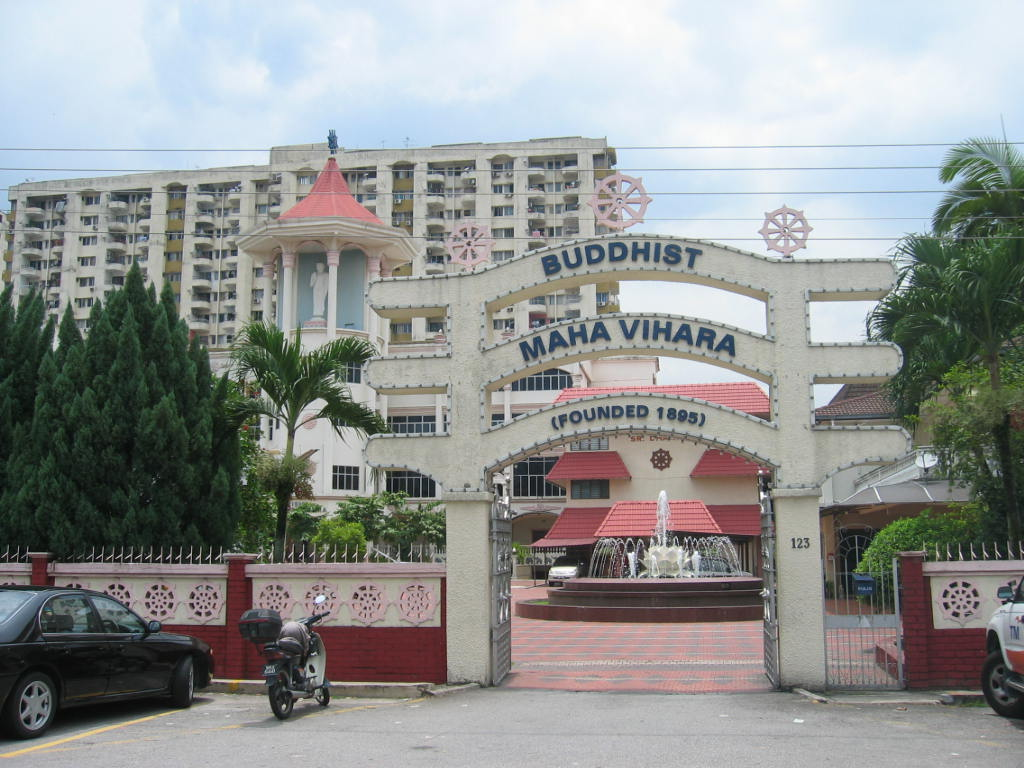
於1895年创立的瑪哈維哈拉佛苑
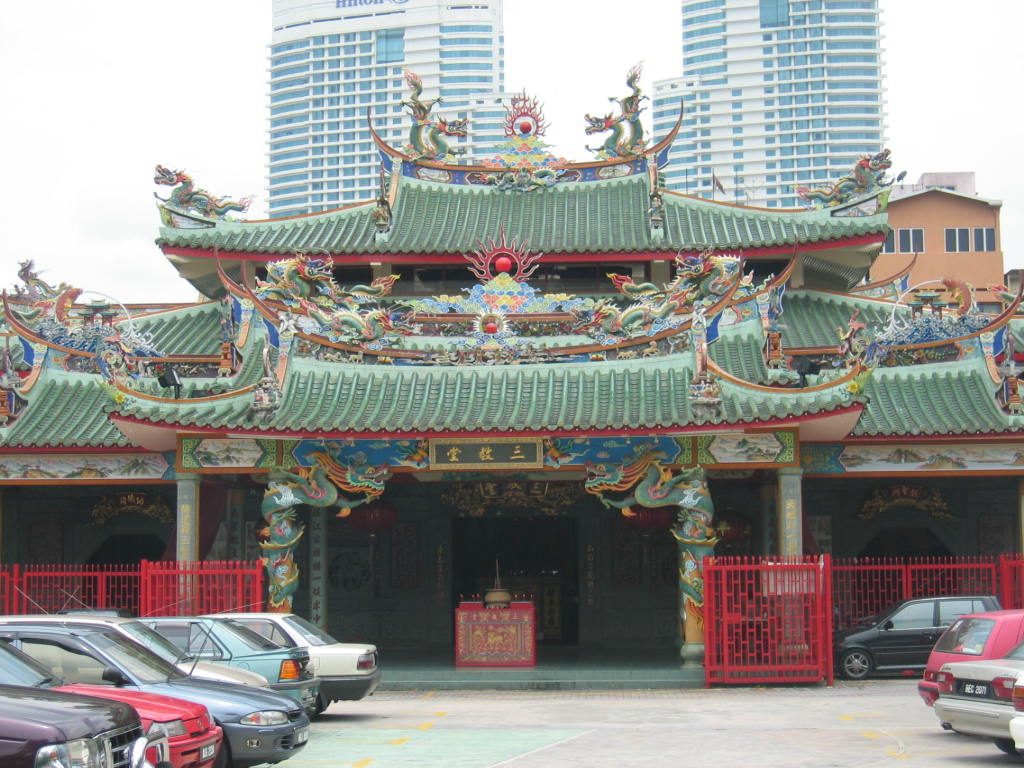
三教堂

## 教育

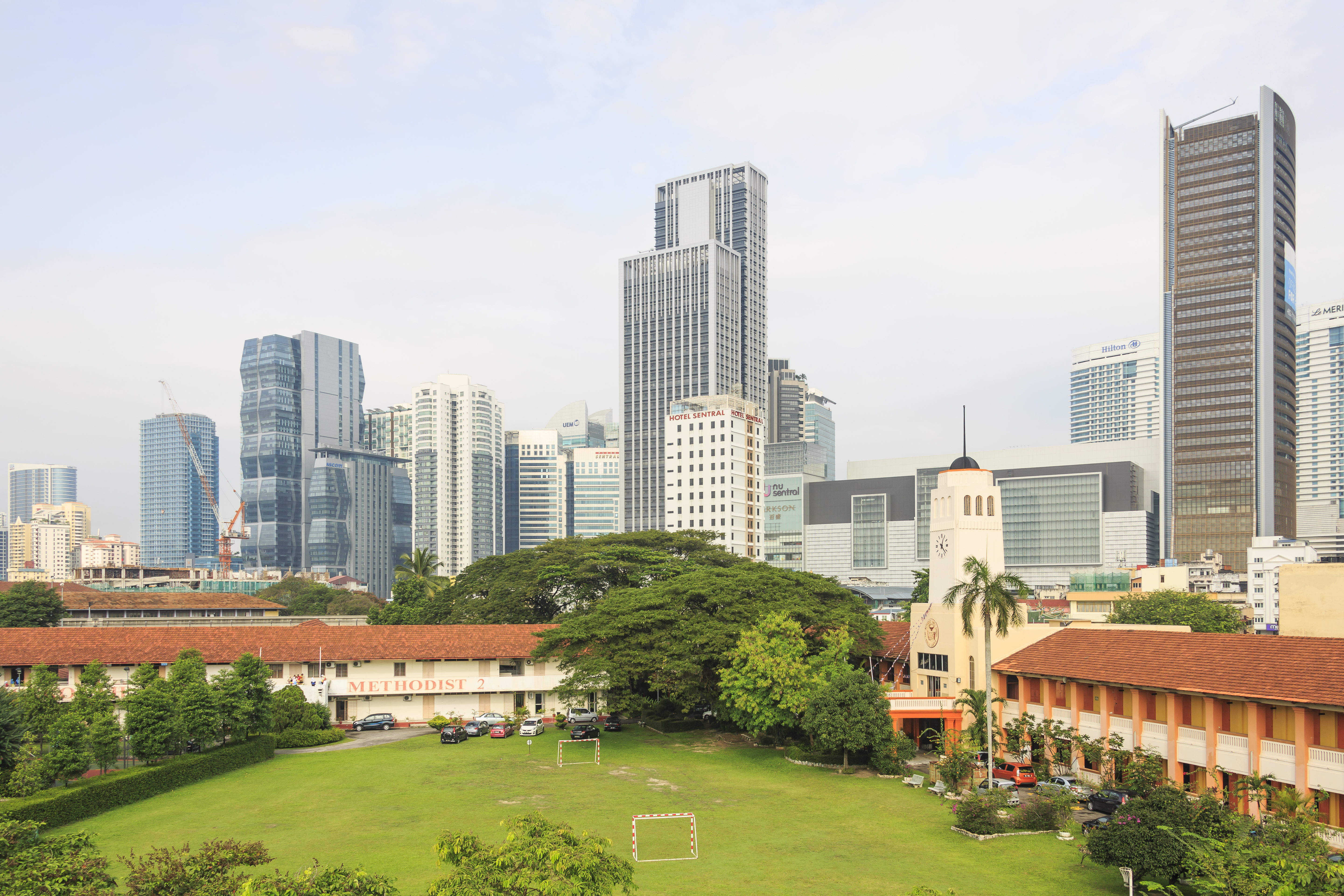
吉隆坡美以美女校舊校園，今吉隆坡衛理學院及十五碑美以美國小一校

十五碑是吉隆坡主要的教育區之一，聚集了各源流的學校，這些學校主要是由各宗教團體所創立，其中包括聖德華文小學、十五碑國民小學、維韋卡南達淡米爾小學、維韋卡南達国民中学（马来西亚唯一一所淡米尔国民中学）、吉隆坡全球印度國際學校、衛理學院等。另外還有視障者訓練學校、十五碑基督教青年會（YMCA）、藝術之廟（Temple of Fine Arts）等。

## 交通

### 鐵路
十五碑周边即为吉隆坡中央车站所在地，该地段原为馬來亞鐵道公司所拥有，千禧年后由“吉隆坡中央”发展项目取代，包括交通樞紐、酒店、辦公大樓、公寓和購物中心，使十五碑成为吉隆坡和马来西亚半岛的最大铁路枢纽。吉隆坡單軌亦在十五碑設有敦善班丹站。
轨道交通
| 車站編號       | 車站名称       | 原文名         | 车站服务                                                                                            |
| -------------- | -------------- | -------------- | --------------------------------------------------------------------------------------------------- |
| KA01 KJ15 MR01 | 吉隆坡中央車站 | KL Sentral     | 1 芙蓉线 2 巴生港线 5 格拉那再也綫 6 吉隆坡机场快线 7 吉隆坡机场支线 8 吉隆坡單軌列車 10 天空花园线 |
| MR02           | 敦善班丹站     | Tun Sambanthan | 8 吉隆坡單軌列車                                                                                    |

### 道路
十五碑的道路多以各個族群的領袖命名，如以馬來蘇丹命名的蘇丹阿都沙末路（Jalan Sultan Abdul Samad）、印度領袖命名的敦善班丹路（Jalan Tun Sambanthan）、華裔領袖命名的陳亞棠路（Jalan Chan Ah Tong）、歐亞裔混血命名的羅澤略路（Jalan Rozario）等，彰显十五碑社區文化多元化的一面。

### 巴士
快捷通巴士
- 600（蒲种乌达玛↔中央艺术坊巴士站）
- 601（蒲种布特拉柏兰岭↔大家购物中心，Kota Raya）
- 604（蒲种富吉镇↔大家购物中心，Kota Raya）
- 650（郊外岭↔中央艺术坊巴士站）
- 710（巴生市↔中央艺术坊）
- 750（莎亚南第二区（玛拉工艺大学）↔中央艺术坊巴士站）
- 751（莎亚南太子园↔中央艺术坊巴士站）
- 770（梳邦再也UEP区（USJ 1）↔中央艺术坊巴士站）
- 772（梳邦↔中央艺术坊巴士站）
- 781（八打灵再也南区↔中央艺术坊巴士站）

GO吉隆坡城市巴士
- 红线（通过吉隆坡中央车站）

## 政治
武吉免登属于以其命名的武吉免登国会议席，该议席在马来西亚下议院的代表为来自希盟行动党的方贵伦。

## 治安
十五碑也曾经是不法之徒的集中地，尤其是1990年代当地毒品泛滥，加上妓院、赌场和毒品也可随处见到，但近年来随着十五碑发展出新的商业和居住模式而有显著改善。其中十五碑的色情行业蓬勃，附近两排两层楼或三层楼的店屋，多数拉下闸门呈封闭式状态，只有底层的出入口，并有人员看守，里面的建筑则充做卖淫场所。当地因靠近单轨火车站而吸引外劳前往光顾。